# 北沢産業網干鉄道
北沢産業網干鉄道（きたざわさんぎょう あぼしてつどう）は、兵庫県姫路市の網干駅から同市の浜田港駅までを結んでいた、北沢産業（厨房機器メーカーの北沢産業とは別の会社）が運営していた鉄道路線の通称である。なお正式な路線名はない。
国鉄山陽本線と、姫路木材港（姫路港浜田地区）を結んでいた貨物線である。

## 概要
沿線にあった東京芝浦電気（現在の東芝、以下「東芝」と略す）の姫路工場・網干工場に物資を輸送するため建設された専用線が発祥である。戦時中には貨車で通勤客を輸送していたこともあったという。戦後東芝が過度経済力集中排除法の適用を受け、網干工場が西芝電機として独立したことに伴い、専用線は北沢産業に譲渡された。
北沢産業の運営となったあと専用線は1966年に地方鉄道に転換されたが、実態は従前とほとんど変わらなかった。工場への物資輸送がトラックへと切り換えられ、末期は輸送量が激減していたが、国鉄の貨物合理化の流れもあり最終的に廃止された。
当線で使用されていたディーゼル機関車のうち、DB1が高砂市内に、DB2が北沢産業の駐車場（北沢網干パーキング）に保存されている。また太子町米田地区、姫路市網干区浜田地区ではレール未撤去の廃線跡が存在する。
1960年代までは蒸気機関車を保有・使用しており、廃車後そのうち2両が三重県のナガシマスパーランドにあった「長島温泉SLランド」に保存されたが、すでに解体されている。

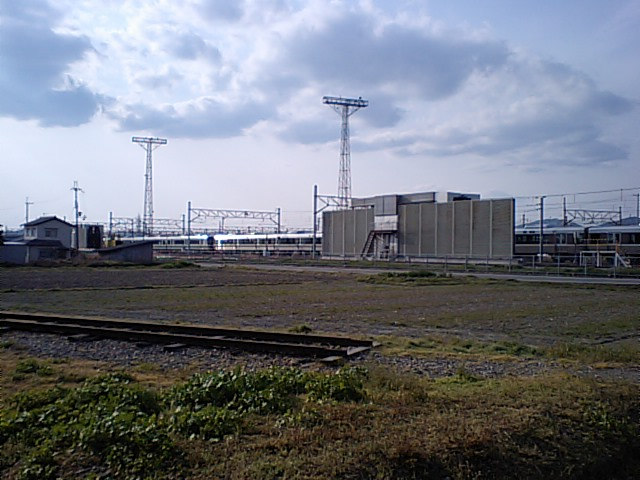
出発点のJR網干駅近傍に残る廃線跡
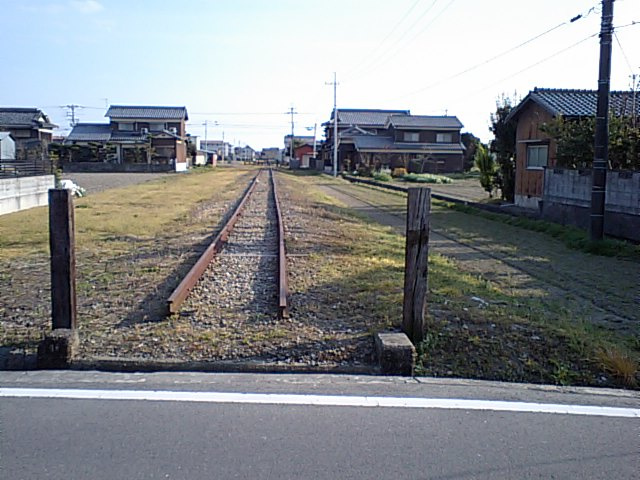
太子町米田地区に残る廃線跡
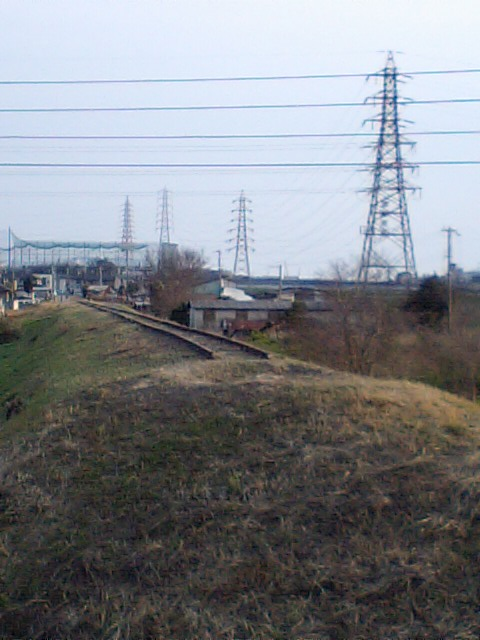
揖保川にかかっていた鉄橋につながる廃線跡

### 路線データ
- 路線距離：網干駅 - 浜田港駅5.9km
- 軌間：1067mm
- 駅数：4駅（起終点駅含む）
- 複線区間：なし（全線単線）
- 電化区間：なし（全線非電化）
- 閉塞方式：不詳

## 歴史
当初北沢商店と名乗っていたこの鉄道の運営会社北沢産業の公式サイトの沿革によれば、北沢商店から北沢産業への改称は1943年（昭和18年）9月であるが、1950年（昭和25年）の譲渡契約書では北沢商店名義で記されているし、毎年の『私鉄統計年報』や『私鉄要覧』には北沢商店名で掲載されている。
- 1943年（昭和18年） 東芝姫路工場が操業開始。この頃同工場への専用線が運用開始
- 1950年（昭和25年）11月 北沢産業（北沢商店）が専用線を譲受
- 1966年（昭和41年）11月1日 網干駅 - 浜田港駅間の地方鉄道の免許を取得。専用線から地方鉄道に転換[4]
- 1970年（昭和45年）北沢産業へ改称[4]
- 1973年（昭和48年）2月27日 木材輸送終了により、中浜田駅 - 浜田港駅間が廃止[4]
- 1984年（昭和59年）2月1日 国鉄との貨物連絡運輸を廃止。事実上休止となり、浜田機関区からの機関車回送のみとなる
- 1987年（昭和62年）11月1日 網干駅 - 中浜田駅間が休止[4]
- 1989年（平成元年）5月1日 全線廃止[4]

## 駅一覧
括弧内は起点からの営業キロ
網干駅 (0.0) - 上余部駅 (1.7) - 中浜田駅 (5.2) - 浜田港駅 (5.9)
- 上余部駅は東芝姫路工場の西端に位置し、同工場からの専用線が接続していた。
- 中浜田駅は西芝電機工場の西端に位置し、同工場からの専用線が接続していた。
- 上余部駅 - 中浜田駅間に揖保川を渡る延長213mのトラス橋が存在していた。
- 戦前の弾丸列車は当線と交差する予定であった。

## 接続路線
- 網干駅：山陽本線

## 輸送・収支実績
| 年度 | 貨物輸送数量（トン） | 鉄道業営業収入（千円） | 鉄道業営業費（千円） |
| ---- | -------------------- | ---------------------- | -------------------- |
| 1966 | 5,174                |                        |                      |
| 1970 | 12,540               |                        |                      |
| 1978 | 4,846                | 12,431                 | 65,105               |
| 1979 | 5,291                | 14,700                 | 40,298               |
| 1980 | 5,572                | 15,999                 | 37,150               |
| 1981 |                      |                        |                      |
| 1982 | 4,386                | 21,189                 | 44,277               |
| 1983 |                      |                        |                      |

- 私鉄統計年報1966.1970年、「私鉄要覧」『年鑑世界の鉄道』1981-1983年版、民鉄主要統計『年鑑日本の鉄道』1985年